# 유천초등학교 대현분교
유천초등학교 대현분교는 경상북도 청도군 청도읍 한재로 397 (평양리)에 있었던 분교이다.

## 연혁
- 1949년 9월 1일 유천국민학교 대현분교장 설립인가
- 1955년 5월 4일 대현국민학교 개교
- 1996년 3월 1일 대현초등학교로 개칭
- 1999년 3월 1일 유천초등학교 대현분교장 격하
- 2000년 3월 1일 폐교